# خاستگاه آذربایجانی‌ها

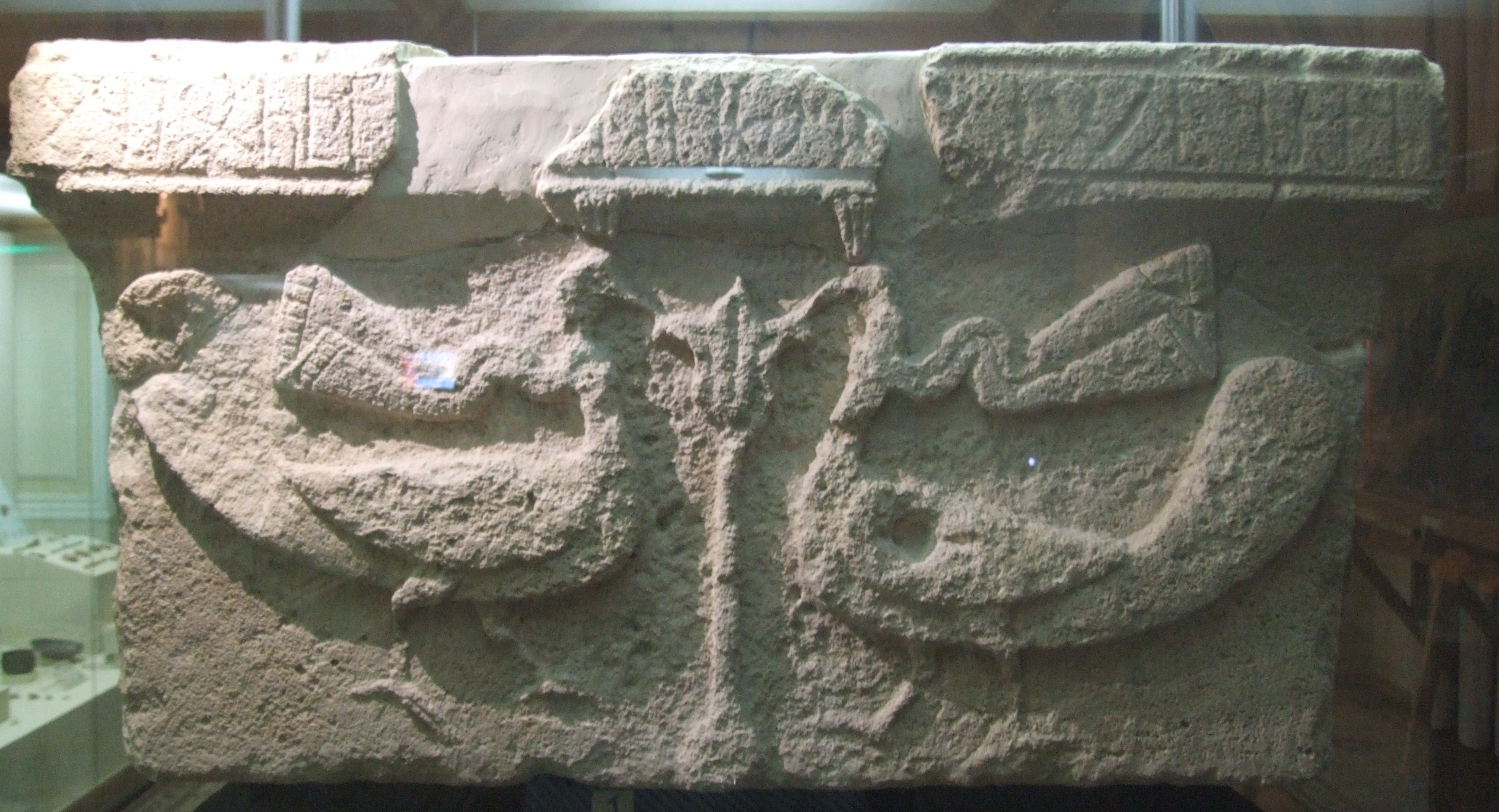
خاستگاه آذربایجانی‌ها

مردم آذربایجان دارای ریشه‌های قومی گوناگونی هستند؛ گستردگی نسبی مناطقی که مردم آذربایجان بطور بومی در آن زندگی می‌کنند باعث شده که ریشه‌های قومی گوناگونی از ماد (شمال غربی ایران) گرفته تا قفقازی به آنها نسبت داده شود. این مردم بویژه در دوران ساسانیان (سده سوم تا هفتم میلادی) ایرانی شده‌اند. ترک‌شدن منطقه نیز از سده یازدهم میلادی که ترکان سلجوقی بر منطقه حاکم شدند آغاز می‌گردد و بعدها با حمله و تسلط مغولان بر منطقه (که تعداد زیادی سرباز ترک در ارتش خود داشتند) و مهاجرت برخی قبایل ترک به منطقه ادامه می‌یابد.

## ریشه ایرانی مردم آذربایجان
خاستگاه ایرانی آذربایجانی‌ها پیوند میان آذری‌های امروزی و گذشته پیش از ترک‌شدن آنها را بررسی می‌کند و در حقیقت این بخش بیشتر مربوط به آذربایجانی‌های ایران است. سخن گفتن مردم آذربایجان به زبان آذری در گذشته، نام‌های مکان‌ها، تشابهات فرهنگی میان آذری‌ها و سایر ایرانیان و شواهد باستان‌شناسی و قومی تاکنون شواهد بسیاری را در اختیار محققان این موضوع گذاشته است. این اشتراکات همچنین توسط محققانی همچون خاویر پلانول، ریچارد فرای، ولادیمیر مینورسکی، دانشنامه اسلام، دانشنامه ایرانیکا، دانشنامه بزرگ فرهنگ لغت لاروس، کتاب دانشنامه جهانی و دانشنامه بریتانیکا تأیید شده‌اند.

### پیوندهای تاریخی و زبان باستان آذری
پروفسور ولادیمیر مینورسکی در رابطه با زبان آذری می‌گوید:
مردمان بومی و اصیل یک‌جانشین روستایی و کشاورز آذربایجان در دوران فتح اعراب به لقب تحقیرآمیز علوج (غیرعرب) خطاب می‌شدند. این‌ها به گویش‌های متفاوتی همچون آذری و تالشی تکلم می‌کردند که هنوز هم امروز جزیره‌هایی از این زبان‌ها در میان مردمان ترک‌زبان آذربایجان دیده می‌شود. تنها سلاح این جمعیت آرام و صلح‌جوی روستایی فلاخن بود و بابک خرمدین با پشتیبانی این گروه برضد خلیفه قیام کرد.
همچنین پروفسور اقرار علیف می‌گوید که تاریخ‌نویسان عرب مانند احمدبن یحیی بلاذری، علی بن حسین مسعودی، ابن حوقل و یاقوت حموی زبان آذری را با اسم در آثار خود قید کرده‌اند. تاریخ‌نویسان و محققان قرون وسطی نیز در نوشته‌های خود ثبت کرده‌اند که مردم منطقه آذربایجان به زبان‌های ایرانی سخن می‌گویند. از این محققان می‌توان اصطخری، المسعودی، ابن ندیم، حمزه اصفهانی، ابن حوقل، احمدبن یحیی بلاذری، محمد مقدسی، یعقوبی، حمدالله مستوفی و محمد بن موسی خوارزمی را نام برد.
ابن ندیم در کتاب معروف خود، الفهرست به نقل از ابن مقفع نوشته که مردم آذربایجان، نهاوند، ری، همدان و اصفهان به زبان پهلوی (فهلوی) سخن می‌گویند و با هم منطقه فهله را تشکیل می‌دهند.
ادعای مشابهی توسط حمزه اصفهانی، تاریخ‌نویس ایرانی دوران قرون وسطی در مورد ایران دوره ساسانیان مطرح شده است. او در کتاب التنبیه علی حدوث التصحیف خود گویش‌ها و لهجه‌های موجود در امپراتوری ساسانی را اینگونه بیان می‌کند: پهلوی، دری، خوزی، سریانی و پارسی. او این گویش‌ها و لهجه‌ها را بدین صورت توضیح می‌دهد:
پهلوی گویشی بود که پادشاهان ساسانی در مجالس بدان سخن می‌گفتند و مربوط به فهله است. این نام (فهله) برای اشاره به پنج شهر ایران یعنی اصفهان، ری، همدان، نهاوند و آذربایجان بکار می‌رود. پارسی گویشی بود که روحانیون (زرتشتی‌ها) و کسانی که با آنها ارتباط داشتند و همچنین زبان مردم شهرهای پارس بدان سخن می‌گفتند. دری گویش شهرهای تیسفون بود و پادشاهان در دربار خود بدان سخن می‌گفتند. ریشه این واژه از دربار و خلاصه آن در برگرفته شده است. کلمات مورد استفاده مردم بومی بلخ در آن بکار رفته است و دارای گویش‌های شرقی می‌باشد. خوزی نیز گویش مردم خوزستان بوده و پادشاهان در زمان فراغت خود، برای مثال در حمام‌خانه‌ها بدان تکلم می‌کرده‌اند.
ابن حوقل می‌گوید:
زبان مردم آذربایجان و بیشتر مردم ارمنستان ایرانی (الفارسیه) است که آنها را نزدیک هم می‌کند؛ در حالی که زبان عربی نیز در میان آنها رواج دارد. در میان کسانی که به زبان «الفارسیه» تسلط دارند تعداد کمی هست که عربی بلد نباشند؛ برخی زمینداران و بازرگانان در این زبان مهارت دارند.
المقدسی آذربایجان را یکی از هشت منطقه ایران بحاسب آورده و می‌گوید: "زبان هر هشت منطقه ایرانی (عجمی) است. برخی به زبان دری و برخی به زبانی پیچیده سخن می‌گویند ولی در کل همه آن زبان‌ها "پارسی" نام دارند."
المقدسی در مورد زبان غالب آذربایجان، آران و ارمنستان نیز صحبت کرده و می‌گوید:
آنها ریش‌های بلندی دارند؛ زبان آنها خیلی جذاب نیست. در ارمنستان به زبان ارمنی و در الران (آران) به زبان آرانی تکلم می‌شود. پارسی سخن گفتن آنها قابل فهم و نزدیک به زبان خراسانی (دری) است.